# 북부작은노랑귀박쥐
북부작은노랑귀박쥐(Vampyressa thyone)는 주걱박쥐과(신세계잎코박쥐과)에 속하는 박쥐의 일종이다. 멕시코 남부 지역부터 볼리비아와 기아나 그리고 브라질 서부 지역까지의 남아메리카와 중앙아메리카에서 발견된다.